# 闫峰
闫峰（1982年2月7日—），是中国足球运动员，主要司职后腰，目前效力于长春亚泰。

## 生平
2003年，大连籍的闫峰在实德系下的四川大河开始获得比赛机会。
2006年初，俱乐部因为实德系的牵连被迫解散，武汉光谷、长春亚泰两家俱乐部争抢闫峰，武汉队和大连实德达成了协议，武汉队以130万元永久性引进闫峰，但此后闫峰得知武汉月薪只有1.2万元后，请求武汉俱乐部放他一马，最终他加盟了长春亚泰成为球队的主力后腰，并在次年帮助球队夺得了中超联赛的冠军。2009年，原长春的主帅高洪波出任国家队主教练，闫峰也首次入选国家队集训名单。
2010年5月中旬，因中超第一阶段只踢了5场比赛在亚泰队渐渐失去主力位置的闫峰就萌生了转会的想法，只是随后入选国家队暂时让他搁置了转会的想法。不过，在6月30日二次转会市场正式开启后，长春亚泰同意闫峰的转会申请，闫峰转会一事也进入了实质阶段并最终加盟了家乡球队大连实德。